# Echte tijm
Echte tijm (Thymus vulgaris) is een struikachtige, vaste plant, die behoort tot de lipbloemenfamilie (Lamiaceae). De plant komt van nature voor in het Mediterrane gebied. De soort wordt veel gekweekt en voornamelijk gebruikt als keukenkruid.
De plant wordt 15–20 cm hoog en heeft rechtopstaande takjes. De langwerpige tot lijnvormige bladeren zijn zittend en hebben een sterk omgerolde rand. De onderkant is kort viltig behaard.
Echte tijm bloeit in mei en juni met lila of roze, soms witte bloemen. De bloeiwijze is een schijnkrans.
De vrucht is een vierdelige splitvrucht.

## Inhoudstoffen
De plant bevat etherische olie, waarvan de belangrijkste stoffen thymol en carvacrol zijn. Daarnaast komen voor: p-cymol, 1,8-cineol, linalool en andere monoterpenen, triterpenen, flavonoïde, laminaceen-looistof, rosmarinezuur en het als antioxidant werkzame bifenyl.

## Kruid
Tijm ondersteunt de vertering van voedsel en past goed bij gevogelte, wild, schaaldieren, lam, vis, groenten, soep, aardappel en ragout.
In Provençaalse kruiden zit echte tijm verwerkt.

## Namen in andere talen
- Duits: Gemeiner Thymian
- Engels: Common thyme, Garden thyme
- Frans: Thym commun
- Vlaams: Echte Timoen